# قريبة العصيات الدوارة
قريبة العُصيَّات الدوَّارَة (الاسم العلمي: Paenibacillus vortex) وتكتب حرفيًا باينيباسيلس فورتكس، هي نوعٌ من البكتيريا مكونة الأنماط (أو الأشكال)، اكتشفت لأول مرة في أوائل تسعينات القرن العشرين من قبل فريق العالم بن يعقوب [الإنجليزية] في جامعة تل أبيب. تُعد من الكائنات الحية الدقيقة الاجتماعية التي تكون مستعمرات ذات هيكلية ديناميكية معقدة. يشمل جنس قريبة العصيات [الإنجليزية] البكتيريا اللاهوائية الاختيارية المكونة للبكتيريا الداخلية والتي كانت مُدرجة أصلًا ضمن جنس العصويات ثم أُعيد تصنيفها لتكون جنسًا منفصلًا في عام 1993.
اكتشفت البكتيريا التي تنتمي إلى هذا الجنس في مجموعة متنوعة من البيئات، مثل: التربة والمياه، والمخلفات النباتية، والعلف والحشرات واليرقات، وكذلك العينات السريرية. تُنتج أنواع قريبة العصيَّات، بما في ذلك قريبة العصيات الدوارة، إنزيمات خارج الخلية تحفز مجموعة متنوعة من التفاعلات التركيبية في التطبيقات الصناعية والزراعية والطبية. تُنتج أنواع مختلفة من قريبة العصيَّات. أيضًا مواد مضادة للميكروبات والتي يمكنها أن تؤثر على الكائنات الحية الدقيقة مثل الفطريات، بالإضافة إلى التربة والبكتيريا الممرضة للنبات.

## تشكيل نمط والسلوكيات الاجتماعية

ثمة نمط نموذجي لمستعمرة التي تم إنشاؤها بواسطة P. فورتكس عندما نمت على 2.25% (W / V) أجار مع 2% (W / V) ببتون في طبق بيتري سم 9.

ينيباسيلس فورتكس هو كائن حي دقيق اجتماعي: عندما ينمو في ظل ظروف نمو تحاكي البيئات الطبيعية مثل الأسطح الصلبة، فإنه يشكل مستعمرات من 109 إلى 1012 خلية مع بنى معقدة وديناميكية بشكل ملحوظ وكونها جزءًا من تعاونية كبيرة، يمكن للبكتيريا التنافس بشكل أفضل على الموارد الغذائية والحماية من الاعتداءات المضادة للبكتيريا. في ظل ظروف نمو مختبر، مماثلة لبكتيريا الاجتماعية الأخرى، تتصرف مستعمرات قريبة العصيات الدوارة مثل الكثير من الكائنات الحية متعددة الخلايا، مع تمايز الخلايا وتوزيع المهام.  تتميز قريبة العصيات الدوارة بقدرتها على توليد تجمعات خاصة من البكتيريا الكثيفة التي تُدفع للأمام عن طريق الإشارات الكيميائية التنافرية المرسلة من الخلايا الموجودة في الجزء الخلفي. هذه المجاميع الدورية تسمى دوامية verices (الشكل 2)، وتمهد الطريق لتوسيع المستعمرة. تعمل الدوامات بمثابة كتل بناء للمستعمرات ذات التنظيم المعياري الخاص (الشكل 1). يتطلب إنجاز مثل هذه المشاريع التعاونية المعقدة اتصالات خلوية متطورة بما في ذلك الجوانب الدلالية والبراغماتية للغويات. التواصل مع بعضها البعض باستخدام مجموعة متنوعة من الإشارات الكيميائية، تتبادل البكتيريا المعلومات فيما يتعلق بحجم المستعمرة من حيث العدد، وعدد لا يحصى من القياسات البيئية الفردية في مواقع مختلفة، وحالاتها الداخلية وتعديلاتها المظهرية والجينية. تستشعر البكتيريا بشكل جماعي البيئة وتنفذ معالجة المعلومات الموزعة لجمع وتقييم المعلومات ذات الصلة. ثم تستخدم البكتيريا هذه المعلومات لإعادة تشكيل المستعمرة أثناء إعادة توزيع المهام والتمايزات اللاجينية للخلية، لصنع القرار الجماعي وتشغيل وإيقاف تشغيل آليات الدفاع والهجوم اللازمة للازدهار في البيئات التنافسية، وهي ميزات يمكن أن يُنظر إليها على أنها الذكاء الاجتماعي من البكتيريا.

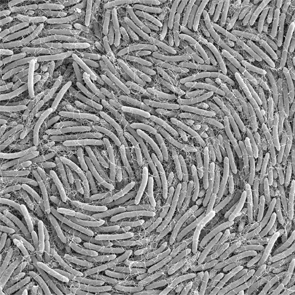
الشكل 2:ملاحظة مسح المجهر الإلكتروني (SEM) لبي. ڤورتكس توضح ترتيب البكتيريا النموذجي في وسط الدوامة. والجدير بالذكر أن كل بكتيريا على حدة منحنية. شريط المقياس 5µm

## تسلسل المجموع المورثي
تسلسل المجموع المورثي لقريبة العصيات الدوارة متاح الآن في جينبنك: ADHJ00000000.

## علم الجينوم المقارن والذكاء الاجتماعي
كشف التحليل الجينومي المقارن أنَّ البكتيريا الناجحة في البيئات غير المتجانسة والتنافسية تحتوي غالبًا على نقل إشارة واسع النطاق وشبكات تنظيمية.